# Uhenfels (Schiff, 1959)
Die Uhenfels war über mehrere Jahre das weltweit größte Schwergutschiff.

## Geschichte
Der Motorfrachtschiff Uhenfels wurde 1958 von der Bremer Reederei DDG „Hansa“ bei der Werft AG Weser bestellt und 1959 unter der Bau-Nr. 842 vom Werk Seebeck in Bremerhaven abgeliefert. Das Frachtschiff war ein Einzelbau und basierte auf der Bärenfels-Klasse. Die Uhenfels war zunächst als Linienfrachter mit umfangreichem herkömmlichen Ladegeschirr bestehend aus einem 15-Tonnen-Ladebaum, 18 × 3/5-Tonnen-Ladebäumen und einem 50-Tonnen-Stülcken-Schwergutbaum ausgerüstet. Die Maschinenanlage war weit achtern angeordnet, die Antriebsmaschine war ein langsamlaufender Zweitakt-Dieselmotor vom Typ MAN K7Z 70/120 VC mit 4.300 kW (5.850 PS) bei 125/min. Der Brückenaufbau befand sich direkt vor dem vorderen Stülcken-Baum, davor lagen noch zwei Laderäume.
1962 erhielt das Schiff, wie alle DDG-Schiffe, statt des schwarzen einen hellgrauen Außenbordsanstrich.
Ende der 1960er Jahre trug die Reederei dem erhöhten Bedarf an besonders leistungsfähiger Schwerguttonnage Rechnung und ließ den Frachter zur Jahreswende 1967/68 bei der Hamburger Werft Blohm + Voss mit zwei 275-Tonnen-Stülcken-Schwergutbäumen ausrüsten, wobei der hintere Baum durchschwenkbar ausgelegt war. Außerdem verfügte die Uhenfels nach dem Umbau noch über 14 herkömmliche Ladebäume. Bei diesem Umbau wurde der Schiffskörper um zwei je 1,80 m breite Seitentaschen zur Erhöhung der Schiffsstabilität verbreitert. Die Seitentaschen erstreckten sich im mittleren Bereich des Rumpfes über etwa die Hälfte des Rumpfes und waren als Seitentanks ausgelegt, mit denen durch Fluten oder Lenzen ein weiches Anheben und Absenken von Schwergutkolli ermöglicht wurde.
Noch im Jahr des Umbaus zum Schwergutfrachter ereignete sich auf der Schelde am 12. September 1968 eine Steven-auf-Steven-Kollision mit dem norwegischen Gastanker Havfrost. Der Schaden wurde repariert und die Uhenfels ging wieder in Fahrt.
Rund zehn Jahre nach dem Umbau zum Schwergutschiff wurde die Uhenfels am 22. Mai 1978 für 2,77 Mio. DM an den neuen Eigner Sea Calm Shipping in Panama veräußert und für ein weiteres Jahr zurückgechartert. Die Bereederung übernahm Sea Traders aus Piräus. Nach Ende der Charter wurde das Schiff in Uhenbels umgetauft und blieb weitere fünf Jahre in Fahrt. 1985 erfolgte der Verkauf an die Reederei Gerise Shipping in Limassol. Nach einer Aufliegezeit ab dem 5. März 1985 in Sharjah (VAE) führte die letzte Reise der Uhenbels nach Indien, wo am 19. Juli 1985 der Abbruch auf den Abwrackwerften bei Alang begann.